# گورستان کلش دره سی
گورستان کلش دره سی مربوط به هزاره ۱- سده‌های اولیه دوران‌های تاریخی پس از اسلام است و در شهرستان نمین، بخش عنبران، روستای جید واقع شده و این اثر در تاریخ ۲۷ مرداد ۱۳۸۲ با شمارهٔ ثبت ۹۶۷۸ به‌عنوان یکی از آثار ملی ایران به ثبت رسیده است.